# Leichtathletik-Weltmeisterschaften 2023/Kugelstoßen der Frauen

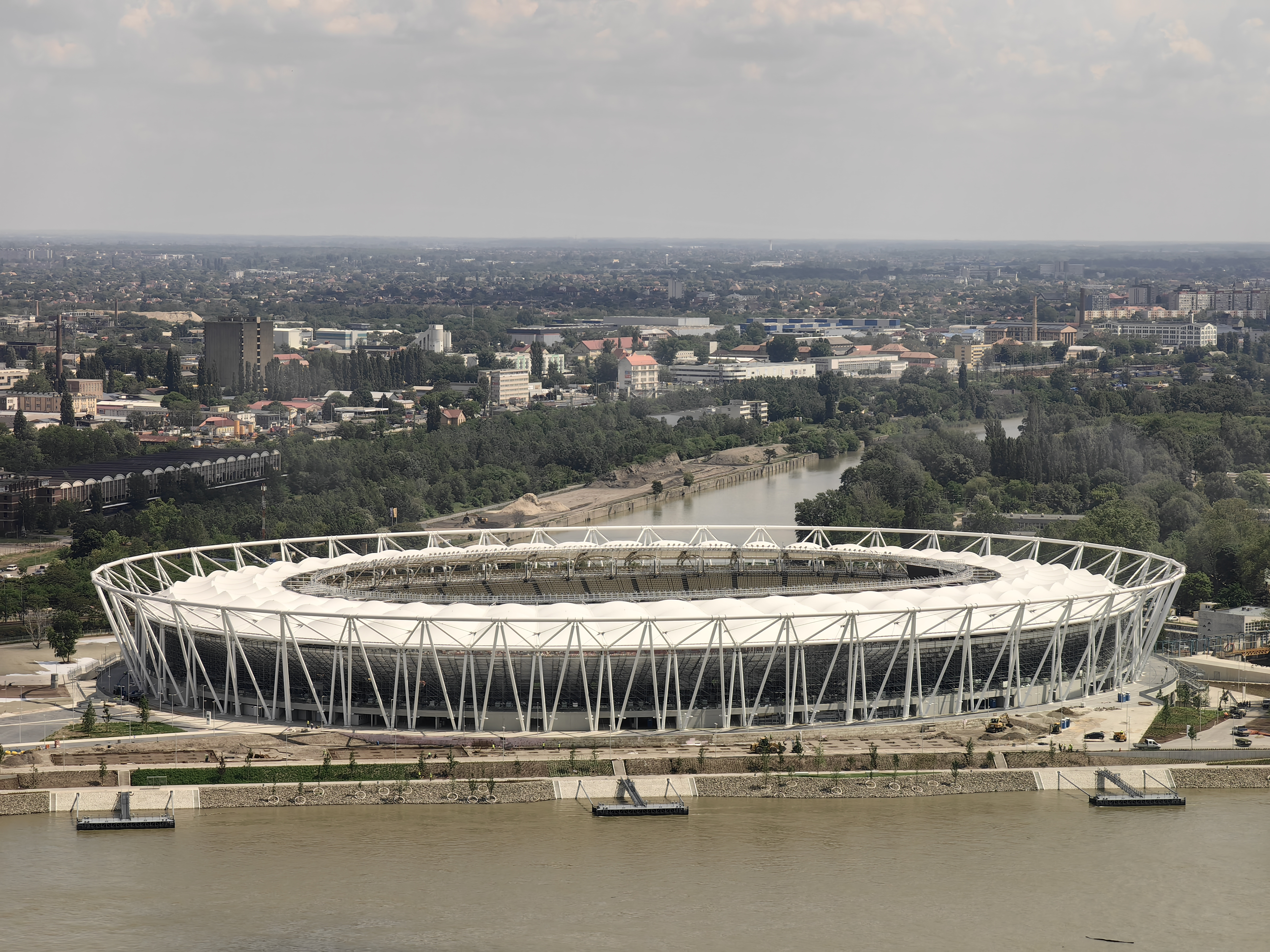
Nemzeti Atlétikai Központ im Mai 2023

Das Kugelstoßen der Frauen bei den Leichtathletik-Weltmeisterschaften 2023 fand am 26. August 2023 im Stadion Nemzeti Atlétikai Központ der ungarischen Hauptstadt Budapest statt.
35 Athletinnen aus 18 Ländern nahmen an dem Wettbewerb teil.
Weltmeisterin wurde die US-amerikanische Titelverteidigerin Chase Ealey. Sie siegte vor der Kanadierin Sarah Mitton. Bronze ging an die aktuelle Olympiasiegerin und zweifache WM-Titelträgerin (2017/2019) Gong Lijiao aus der Volksrepublik China.

## Bestehende Rekorde
| Weltrekord               | 22,63 m | Natalja Lissowskaja | Moskau, Sowjetunion (heute Russland) | 7. Juni 1987      |
| Weltmeisterschaftsrekord | 21,24 m | Natalja Lissowskaja | WM 1987 Rom, Italien                 | 5. September 1987 |
| Weltmeisterschaftsrekord | 21,24 m | Valerie Adams       | WM 2011 Daegu, Südkorea              | 29. August 2011   |

Der bestehende Championshiprekord (CR) wurde bei diesen Weltmeisterschaften nicht erreicht. Die größte Weite erzielte die US-amerikanische Weltmeisterin Chase Ealey mit 20,43 m im fünften Durchgang des Finales am 26. August, womit sie 81 Zentimeter unter dem Rekord blieb. Zum Weltrekord fehlten ihr 2,20 Meter.

## Legende
Kurze Übersicht zur Bedeutung der Symbolik – so üblicherweise auch in sonstigen Veröffentlichungen verwendet:
- NM: nicht in der Wertung (no measure)
- ogV: ohne gültigen Versuch
- –: verzichtet
- x: ungültig

## Qualifikation
35 Wettbewerberinnen traten in zwei Gruppen zur Qualifikationsrunde an. Acht von ihnen (hellblau unterlegt) übertrafen die Qualifikationsweite für den direkten Finaleinzug von 19,10 m. Damit war die Mindestzahl von zwölf Finalteilnehmerinnen nicht erreicht. Das Finalfeld wurde mit den vier nächstplatzierten Sportlerinnen (hellgrün unterlegt) auf zwölf Kugelstoßerinnen aufgefüllt. So mussten für die Finalteilnahme schließlich 18,59 m erbracht werden.

### Gruppe A
26. August 2023, 10:25 Uhr Ortszeit
| Platz | Name                     | Nation              | Resultat (m) | 1. Versuch (m) | 2. Versuch (m) | 3. Versuch (m) |
| 1     | Jessica Schilder         | Niederlande         | 19,64        | 19,64          | –              | –              |
| 2     | Magdalyn Ewen            | USA                 | 19,42        | 19,42          | –              | –              |
| 3     | Sarah Mitton             | Kanada              | 19,37        | 19,37          | –              | –              |
| 4     | Danniel Thomas-Dodd      | Jamaika             | 19,36        | 17,75          | 18,77          | 19,36          |
| 5     | Sara Gambetta            | Deutschland         | 18,70        | 18,70          | 18,29          | 18,39          |
| 6     | Song Jiayuan             | Volksrepublik China | 18,64        | 18,40          | 18,54          | 18,64          |
| 7     | Axelina Johansson        | Schweden            | 18,57        | 18,57          | x              | x              |
| 8     | Jéssica Inchude          | Portugal            | 18,16        | 17,74          | x              | 18,16          |
| 9     | Alida van Daalen         | Niederlande         | 17,93        | 16,95          | 17,93          | 17,58          |
| 10    | Anita Márton             | Ungarn              | 17,85        | 16,69          | 17,67          | 17,85          |
| 11    | Dimitriana Bezede        | Moldau              | 17,69        | 16,85          | 17,69          | x              |
| 12    | Adelaide Aquilla         | USA                 | 17,42        | 17,42          | 17,14          | 17,29          |
| 13    | Ana Caroline Silva       | Brasilien           | 17,18        | x              | 16,63          | 17,18          |
| 14    | Erna Sóley Gunnarsdóttir | Island              | 16,68        | 16,68          | 15,73          | 16,07          |
| 15    | Eveliina Rouvali         | Finnland            | 16,61        | 16,36          | 16,43          | 16,61          |
| 16    | Senja Mäkitörmä          | Finnland            | 16,27        | 16,27          | 16,21          | 16,19          |
| 17    | Jeong Yu-sun             | Südkorea            | 15,56        | x              | 14,84          | 15,56          |

### Gruppe B
26. August 2023, 10:26 Uhr Ortszeit
| Platz | Name                | Nation              | Resultat (m) | 1. Versuch (m) | 2. Versuch (m) | 3. Versuch (m) |
| 1     | Auriol Dongmo       | Portugal            | 19,59        | 19,59          | –              | –              |
| 2     | Yemisi Ogunleye     | Deutschland         | 19,44        | 19,44          | –              | –              |
| 3     | Chase Ealey         | USA                 | 19,27        | 19,27          | –              | –              |
| 4     | Gong Lijiao         | Volksrepublik China | 19,16        | 19,16          | –              | –              |
| 5     | Jorinde van Klinken | Niederlande         | 18,66        | 18,66          | 17,68          | 18,19          |
| 6     | Maddison-Lee Wesche | Neuseeland          | 18,59        | 18,59          | 18,10          | 17,93          |
| 7     | Fanny Roos          | Schweden            | 18,41        | 17,82          | 18,41          | x              |
| 8     | Julia Ritter        | Deutschland         | 18,41        | 17,40          | 18,41          | 17,34          |
| 9     | Zhang Linru         | Volksrepublik China | 18,08        | 17,46          | 17,62          | 18,08          |
| 10    | Sara Lennman        | Schweden            | 18,05        | 18,05          | 17,44          | 17,71          |
| 11    | Eliana Bandeira     | Portugal            | 17,79        | x              | x              | 17,79          |
| 12    | Klaudia Kardasz     | Polen               | 17,27        | 17,27          | x              | x              |
| 13    | Jalani Davis        | USA                 | 16,93        | x              | 16,93          | x              |
| 14    | Lívia Avancini      | Brasilien           | 16,62        | 16,62          | x              | 16,26          |
| 15    | Ivana Gallardo      | Chile               | 16,55        | 16,55          | x              | x              |
| 16    | Ischke Senekal      | Südafrika           | 16,20        | 14,96          | 16,20          | 14,89          |
| 17    | Emilia Kangas       | Finnland            | 15,94        | 15,94          | x              | x              |
| NM    | Grace Tennant       | Kanada              | ogV          | x              | x              | x              |

## Finale

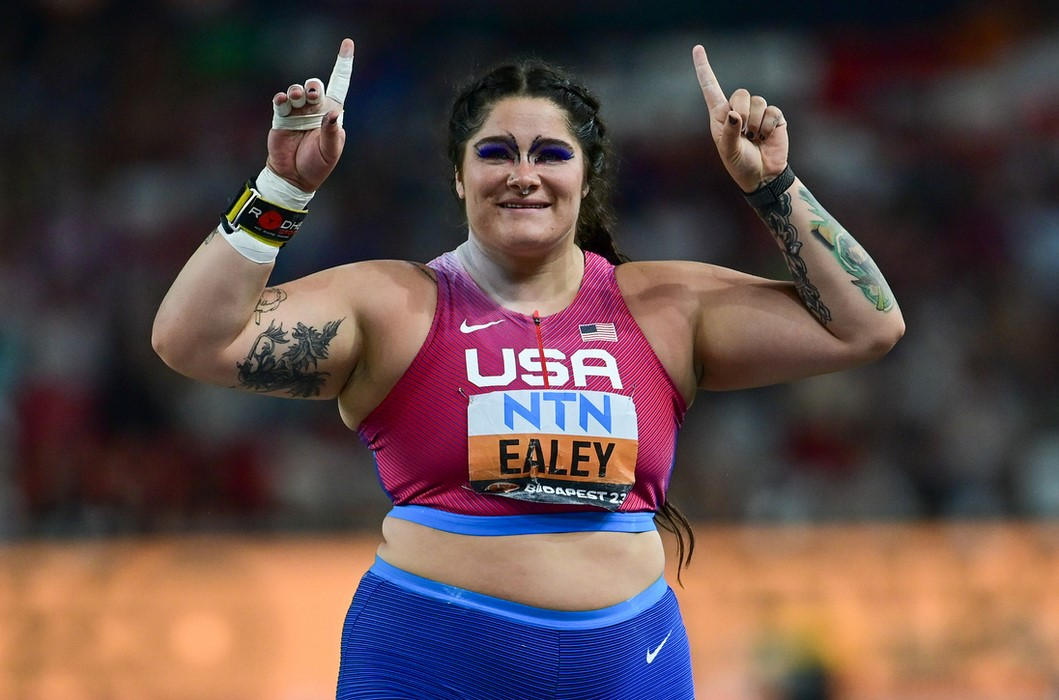
Weltmeisterin wie zwei Jahre zuvor: Chase Ealey

26. August 2023, 20:17 Uhr Ortszeit
| Platz | Name                | Nation              | Resultat (m) | 1. Versuch (m) | 2. Versuch (m) | 3. Versuch (m) | 4. Versuch (m)                                   | 5. Versuch (m)                                   | 6. Versuch (m)                                   |
| 1     | Chase Ealey         | USA                 | 20,43        | 20,35          | 19,71          | x              | 20,04                                            | 20,43                                            | x                                                |
| 2     | Sarah Mitton        | Kanada              | 20,08        | 19,17          | 19,27          | 19,90          | 19,30                                            | 20,08                                            | x                                                |
| 3     | Gong Lijiao         | Volksrepublik China | 19,69        | 18,89          | 19,37          | x              | 19,69                                            | 19,67                                            | 19,35                                            |
| 4     | Auriol Dongmo       | Portugal            | 19,69        | 18,79          | 19,63          | x              | 19,69                                            | 19,55                                            | x                                                |
| 5     | Danniel Thomas-Dodd | Jamaika             | 19,59        | 19,38          | 19,33          | 19,59          | x                                                | 18,61                                            | 18,98                                            |
| 6     | Magdalyn Ewen       | USA                 | 19,51        | 19,51          | 19,21          | 18,65          | x                                                | 19,27                                            | 19,49                                            |
| 7     | Maddison-Lee Wesche | Neuseeland          | 19,51        | 18,81          | x              | 19,47          | 19,41                                            | 19,51                                            | x                                                |
| 8     | Jessica Schilder    | Niederlande         | 19,26        | 18,25          | 19,13          | 19,26          | x                                                | x                                                | 18,14                                            |
| 9     | Jorinde van Klinken | Niederlande         | 19,05        | 19,05          | 18,45          | x              | nicht im Finale der besten acht Kugelstoßerinnen | nicht im Finale der besten acht Kugelstoßerinnen | nicht im Finale der besten acht Kugelstoßerinnen |
| 10    | Yemisi Ogunleye     | Deutschland         | 18,97        | x              | 18,97          | x              | nicht im Finale der besten acht Kugelstoßerinnen | nicht im Finale der besten acht Kugelstoßerinnen | nicht im Finale der besten acht Kugelstoßerinnen |
| 11    | Song Jiayuan        | Volksrepublik China | 18,90        | 18,60          | 18,18          | 18,90          | nicht im Finale der besten acht Kugelstoßerinnen | nicht im Finale der besten acht Kugelstoßerinnen | nicht im Finale der besten acht Kugelstoßerinnen |
| 12    | Sara Gambetta       | Deutschland         | 18,71        | 18,70          | x              | 18,71          | nicht im Finale der besten acht Kugelstoßerinnen | nicht im Finale der besten acht Kugelstoßerinnen | nicht im Finale der besten acht Kugelstoßerinnen |

## Videolink
- Chase Ealey defends shot put title | World Athletics Championships Budapest 23, youtube.com, abgerufen am 24. September 2023